# Albert Schwartz
Albert L. Schwartz, född 21 december 1907 i Chicago, död 7 december 1986 i Los Angeles, var en amerikansk simmare.
Schwartz blev olympisk bronsmedaljör på 100 meter frisim vid sommarspelen 1932 i Los Angeles.